# Judoma
Die Judoma (russisch Юдома) ist ein 765 km langer rechter Nebenfluss der Maja in Nordostsibirien (Russland, Asien).

## Verlauf
Die Judoma entsteht in gut 1000 m Höhe südlich der Suntar Chajata, einem südöstlichen Ausläufer des Werchojansker Gebirges, aus den Quellflüssen Awlija und Nitkan. Der linke (östliche) Quellfluss Nitkan ist mit einer Länge von etwa 55 Kilometern der größere; er entfließt auf über 2000 m Höhe einem Gletscher der hier um 2700 Meter hohen Suntar Chajata.
Zunächst fließt die Judoma in südlicher Richtung in einem weiten Tal parallel zum Judomakamm, einem der höchsten Teile des Judoma-Maja-Hochlandes. Dann wendet sie sich in westliche bis südwestliche Richtung und durchfließt in weiten Bögen das genannte Hochland bis zu ihrer Mündung in 190 m Höhe in die Maja, wenige Kilometer oberhalb des am rechten Maja-Ufer gelegenen Dorfes Ust-Judoma. Die Judoma ist in Mündungsnähe über 300 Meter breit, bis vier Meter tief, und die Fließgeschwindigkeit beträgt 1,4 m/s.
Quelle und Oberlauf des Flusses liegen auf dem Territorium der Region Chabarowsk. Im Mittellauf erreicht er die Republik Sacha (Jakutien), durchfließt wenige Kilometer deren Territorium und bildet dann bis zur Mündung in die Maja die Grenze beider Gebiete.
Die bedeutendsten Zuflüsse der Judoma sind von rechts Akatschan (Länge 154 km), von links Gorbi (159 km) und Kjala (109 km).

## Hydrographie
Das Einzugsgebiet der Judoma umfasst 43.700 km².
Die Judoma gefriert zwischen Mitte Oktober und der zweiten Maihälfte, worauf sie bis September Hochwasser mit Maximum im Juli führt. Unweit der Mündung beträgt die mittlere Wasserführung 342 m³/s mit einem Minimum von 3,7 m³/s im März und einem Maximum von 1081 m³/s im Juni.

## Infrastruktur
Die unteren 270 Kilometer der Judoma sind schiffbar.
Das von der Judoma durchflossene Gebiet ist weitgehend unbesiedelt; einziger Ort am Fluss ist die Goldsuchersiedlung (offiziell Siedlung städtischen Typs) Jugorjonok, die 2006 noch 813 Einwohner hatte (gegenüber 1870 im Jahre 1989), am rechten (jakutischen) Flussufer. Die Siedlung ist Endpunkt einer über 300 Kilometer langen, unbefestigten Straße, die von der nördlich des Rajonverwaltungszentrums Ust-Maja am rechten Aldanufer gelegenen Siedlung Eldikan ausgeht. Ansonsten fehlt jegliche Infrastruktur völlig.